# Ковалевський Сергій Борисович
Ковалевський Сергій Борисович (16 липня 1967 року, Тараща, Україна) — український лісівник, професор кафедри дендрології та лісової селекції, декан факультету садово-паркового господарства та ландшафтної архітектури Національного університету біоресурсів і природокористування України, доктор сільськогосподарських наук. Академік Лісівничої академії наук України (ЛАНУ).

## Біографія
Ковалевський Сергій Борисович народився 16 липня 1967 року в Таращі Київської області. Вищу освіту здобув у 1991 році в Українській сільськогосподарській академії (тепер — Національний університет біоресурсів і природокористування України, Київ). Спеціальність за дипломом про вищу освіту — «Лісове господарство», кваліфікація — «Інженер лісового господарства».
Науковий ступінь доктора сільськогосподарських наук здобув у 2004 році за спеціальністю 06.03.01 — лісові культури та фітомеліорація. Дисертаційна робота захищена у 2003 році в Українському державному лісотехнічному університеті (Львів), науковий керівник — професор Михайло Гордієнко. Вчене звання професора присвоєно у 2005 році по кафедрі дендрології та лісової селекції Національного аграрного університету України.
Педагогічну діяльність Ковалевський С. Б. розпочав з 1991 року викладачем-стажистом кафедри дендрології та охорони природи в Українській сільськогосподарській академії. З 1993 року — аспірант кафедри лісових культур і лісової фітопатології. Пізніше займав посади асистента кафедри дендрології та охорони природи (1994), доцента кафедри дендрології та ландшафтної архітектури (1998), професора кафедри дендрології та лісової селекції (2004) Національного аграрного університету. У 2003 році був обраний на посаду декана лісогосподарського факультету, а з 2006 року декан факультету садово-паркового господарства та ландшафтної архітектури Національного університету біоресурсів і природокористування України.
Підготовку фахівців здійснює за спеціальністю «Лісове та садово-паркове господарство». Викладає «дендрологію» та «декоративну дендрологію». Загальний педагогічний стаж вченого становить 17 років.
Керівництво аспірантурою Ковалевський здійснює з 2004 року. Під його керівництвом захищено 5 кандидатських дисертацій. Ковалевський член двох спеціалізованих вчених рад (Київ, Харків) із захисту кандидатських і докторських дисертацій за спеціальністю 06.03.01 — лісові культури та фітомеліорація.

## Наукові праці
Наукова діяльність професора Ковалевського С. Б. пов'язана з лісівництвом та лісовими культурами. Він опрацьовує питання біохімічного взаємовпливу деревних і трав'яних рослин у лісових насадженнях та біолого-екологічні особливості розмноження, вирощування та використання деревних і трав'яних рослин у садово-парковому будівництві. За роки своєї викладацької діяльності Ковалевський С. Б. опублікував понад 70 наукових праць і монографій. Найважливіші з них:
- Гордієнко М. І, Ковалевський С. Б. Догляд за ґрунтом в культурах сосни звичайної. — К.: УСГА, 1996. — 262 с.
- (рос.) Гордиенко М. И., Савицкий Э. А., Ковалевский С. Б. Культуры сосны обыкновенной и радиоактивное загрязнение. — К.: Либідь, 1996. — 196 с.
- Гордієнко М. І., Шлапак В. П., Гойчук А. Ф., Рибак В. О., Маурер В. М., Гордієнко Н. М., Ковалевський С. Б. Культури сосни звичайної в Україні. — К.: НАУ, 2002. — 872 с.
- Гордієнко М. І., Маурер В. М., Ковалевський С. Б. Методичні вказівки до вивчення та дослідження лісових культур. — К.: НАУ, 2000. — 103 с.
- Ковалевський С. Б. Декоративна дендрологія. Методичні вказівки до вивчення дисципліни та виконання лабораторних завдань студентами факультету садово-паркового господарства та ландшафтної архітектури стаціонарного навчання за спеціальністю: 7.130402 «Садово-паркове господарство». — К.: НАУ, 2004. — 42 с.
- Гордієнко М. І., Гойчук А. Ф., Ковалевський С. Б. Рекомендації щодо оздоровлення, створення та захисту пошкоджених льодоламом лісових насаджень у різних ценозах центральної, південної та південно-західної частини України. — К.: НАУ, 2006. — 15 с.
- Бріофлора міста Києва та перспективи використання її представників у садово-парковому будівництві [Текст]: монографія / Ковалевський С. Б., Маєвський К. В.; Національний університет біоресурсів і природокористування України. — К. : КОМПРИНТ, 2013. — 243 с. ISBN 978-966-2719-97-0

## Нагороди
За багаторічну плідну працю професор Ковалевський С. Б. наступних нагород:
- 1998 — іменний годинник Голови Держкомлісгоспу України,
- 2000 — Почесна грамота Міністерства аграрної політики України,
- 2003 — Почесна грамота Міністерства освіти і науки України,
- 2007 — Почесна грамота Голови Держкомлісгоспу України.